# Collationes in Hexaemeron
Die Collationes in Hexaemeron (Gespräche über das Sechstagewerk) sind eine unvollendete Reihe von Vorträgen, die der franziskanische Theologe Bonaventura in Paris zwischen Ostern und Pfingsten im Jahre 1273 hielt.  Die Vorträge sind nur auf der Grundlage von Hörermitschriften (reportationes), und zwar in einer kürzeren Fassung (Reportatio A) und einer stark abweichenden längeren (Reportatio B), überliefert.

## Entstehung und Textgeschichte
Angaben zu den Umständen des Vortrages und der Entstehung seines Textes bietet der Verfasser der kürzeren Reportatio A in einem Zusatz des Textes der einzigen erhaltenen Handschrift dieser Reportatio, die heute in Siena aufbewahrt wird (Biblioteca Comunale di Siena, cod. U.V.6) und 1934 von F. Delorme herausgegeben wurde. Danach wurden diese Vorträge 1273 in der Zeit zwischen Ostern (9. April) und Pfingsten (28. Mai) in Paris vor einem Auditorium von annähernd 160 Hörern, bestehend aus einigen Magistern und Bakkalaren gehalten. Die ursprünglich auf sieben, jeweils mehrere Collationes umfassende und als Visio („Eingebung, Schau“) betitelten Teile des Werks seien nach der vierten Visio dann wegen der Beförderung des Autors zu höheren Würden (Bonaventuras Erhebung zum Kardinal am 28. Mai 1273) und wegen seines Todes (15. Juli 1274) nicht mehr zum Vortrag gekommen.
Der Reportator, der seinen Namen nicht nennt und auch Bonaventura nur als „Herrn und Meister (oder Magister) dieses Werks“ („dominus et magister huius operis“) umschreibt, gibt an, dass er seine Mitschrift „vom Mund des Sprechenden“ („ab ore loquentis“) abgeschrieben habe und auch zwei weitere Gefährten Mitschriften verfasst hätten, die jedoch „wegen ihrer großen Verworrenheit und Unleserlichkeit“ niemandem als diesen Gefährten selbst von Nutzen gewesen seien. Das Exemplar seiner eigenen Mitschrift sei dagegen korrigiert, von anderen Hörern gegengelesen und sowohl von Bonaventura selbst wie auch von anderen abgeschrieben worden. Die vorliegende Fassung der Reportatio A beruht jedoch nicht auf diesem ersten, von Bonaventura als Vorlage akzeptierten Exemplar, sondern auf einem Buch, das der Anonymus längere Zeit danach vom Ordensprovinzial der Provinz Alemannia Superior, einem Frater Konrad, erhielt und dann aus dem Gedächtnis noch einmal überarbeitete, ohne, wie er bekräftigt, Eigenes hinzuzufügen, außer Erweiterungen in den Ausführungen der Logik des Aristoteles und Nachweisen der Fundorte zitierter Autoritäten.
Die längere Fassung B geht ebenfalls zurück auf eine Hörermitschrift, über deren Entstehungsweise nichts näher bekannt ist, und die nach dem Ergebnis der Untersuchungen von Delorme unabhängig von der kürzeren Reportatio A entstand. Für diese längere Fassung sind heute 10 Handschriften bekannt, eine davon (Sigle D, Königliche Bibliothek Königsberg, Cod. 1200, vom Ende des 13. oder Anfang des 14. Jahrhunderts) ist heute verschollen, konnte aber 1875 noch von Fedele da Fanna abgeschrieben werden.
Eine dieser zehn Handschriften, Codex 31 der Universitätsbibliothek München (Sigle M, Ende 15. Jh.), ist lediglich eine Abschrift der ersten gedruckte Ausgabe des Werkes, die 1495 in Straßburg erschien und ihrerseits auf einem gegenüber den älteren Handschriften um Zusätze erweiterten Text beruht. Sie machte das Werk unter dem Titel Luminaria Ecclesiae bekannt und diente ihrerseits als Vorlage für weitere Ausgaben und für die bis ins 19. Jahrhundert maßgebende Werkausgabe der Sixtina-Clementina (1588) bot.
Die erste und bis heute einzige kritische Ausgabe der Reportatio B wurde 1891 von den Patres des Kollegiums des hl. Bonaventura in Quaracchi in Band V der Opera omnia vorgelegt. Sie bezieht den Text der Handschrift M und des Straßburger Druckes wegen ihrer geringen Qualität und auch die Reportatio A wegen ihrer starken textlichen Abweichungen nicht in die kritische Erstellung des Textes ein und beruht stattdessen auf einer Kollationierung von sieben der übrigen neun heute bekannten Handschriften.
Erst in jüngerer Zeit wurden zwei weitere Handschriften wiederaufgefunden, die von dieser kritischen Ausgabe noch nicht berücksichtigt werden: eine Handschrift des ausgehenden 15. Jahrhunderts, 1984 entdeckt von J. G. Bougerol in Tours (Sigle T, Bibliothèque municipale de Tours, 409), und die vermutlich älteste aller erhaltenen Handschriften, das sogenannte Assisi-Manuskript. Dieses Manuskript, eine wichtige Abschrift auch anderer Werke Bonaventuras, 1380 von Giovanni da Iolo in dessen Inventar der Bibliothek des Konvents in Assisi aufgeführt, wurde von B. Bonelli im 18. Jh. beschrieben und ins ausgehende 13. Jahrhundert datiert, war in der Folgezeit dann aber verschollen und konnte erst 1984 von Guilbert Ouy in Leningrad (heute Sankt Petersburg) wiederentdeckt werden (Nationalbibliothek Sankt Petersburg, Lat. Qv. I.219). Ein Auszug aus dem Text dieser Handschrift wurde 1993 von P. Maranesi mit den Varianten aller übrigen Handschriften veröffentlicht. Eine neue kritische Ausgabe der Reportatio B bleibt weiterhin ein Desiderat der Forschung.

## Inhalt
Die Collationes bieten eine Darstellung zentraler Themen der Theologie Bonaventuras und seiner Sicht der Stellung zur Philosophie. Im Kern handelt es sich um eine theologische Einführung in das Christentum, in den Orden und die Kirche. Formal und inhaltlich knüpfen sie an kleinere und größere Werke wie De reductione artium ad theologiam, Itinerarium mentis ad Deum und Lignum vitae an und erscheinen als letzte Summe seines theologischen Denkens.
In den Collationes geht es um die Gottesschau in der Schöpfung. Dazu deuten sie die Schöpfungsgeschichte auf Christus und seine Kirche hin. In der intellektuellen Argumentation suchen sie die Synthese aus Glaube und Vernunft. Philosophische und naturwissenschaftliche Erkenntnisse der damaligen Zeit sollen die Argumentation stützen.
Die Collationes sind stark strukturiert. Sie orientieren sich formal an den Schöpfungstagen. Jedem Schöpfungstag entspricht eine Vision. Dabei kann Vision auch als Anschauung, Sichtweise oder Ansicht verstanden werden. Der Begriff wird in den Collationes selbst differenziert.
Die 23 Collationes gliedern sich in ein Vorwort (I-III), in ein Traktat über die erste Vision (IV-VII), über die zweite Vision (VIII-XII), über die dritte (XIII-XIX) und vierte (XX-XXIII). Ergänzt werden sie durch ein Additamentum (Anhang). Jede Collatio wird zunächst mit einem Zitat zum jeweiligen Schöpfungstag eingeleitet, danach folgt häufig eine Zusammenfassung der vorherigen Collatio.
Aus Collatio III,24-31 geht hervor: Den sechs Tagen der Schöpfung entsprechend ist die Gottesschau auf sechs Visionen hin angelegt. Dem siebten Tag als Ruhetag entspricht die ewige Gottesschau als siebte Vision nach dem Tod. Der achte Tag als Wiederkehr des ersten wird als Auferstehungstag gedeutet. Vier Visionen werden im Werk ausgeführt, die drei letzten werden im Anhang noch einmal als Thema benannt.
Die Visionen sind Themen zugeordnet. Die erste Vision handelt von Einsicht und Tugend, die zweite Vision vom Glauben, die dritte Vision handelt von der Bibel und die vierte Vision von der Kirche.
Der Autor gibt in seinem Werk auch eine klare Wertigkeit der verschiedenen Schriften an. Für ihn steht an erster Stelle die Bibel als Heilige Schrift. An zweiter Stelle stehen die Schriften der Heiligen, an dritter Stelle die Kirchenväter. Die heidnischen Philosophen betrachtet er als weniger wertvoll und teilt ihnen die vierte Stelle zu. Der Schöpfer sei auch aus der Schöpfung zu erkennen, jedoch nur mit Hilfe der Bibel.
Bei der Bibelinterpretation schließt er sich an Hieronymus und Augustinus an, deren Kenntnis er dafür notwendig voraussetzt. Dementsprechend lehnt er eine wörtliche Bibelauslegung weitgehend ab. Dem buchstäblichen Sinn (sensus litteralis) stellt er die dreifache geistliche Auslegung (triplex intelligentia spiritualis) gegenüber, für die er vielfältige Möglichkeiten sieht. Dabei werden die biblischen Texte weitgehend als Bilder und Symbole für Christus, die Dreifaltigkeit und das kirchliche Leben verstanden. Je nach Zuweisung zu den Themenbereichen handelt es sich um eine Allegorie, Anagogie oder Tropologie. Die Allegorie handelt von Christus, die Anagogie vom Himmel, die Tropologie vom kirchlichen Leben. Wie die geistliche Auslegung anzuwenden ist, wird im Buch am Beispiel der Interpretation der Sonnensymbolik klargemacht.
Außerdem erklärt der Autor das Prinzip der theologischen Spekulation, das sich vom lateinischen Wort speculum (Spiegel) herleitet. Demnach spiegelt sich in der Vernunft die göttliche Vernunft wider, im Mikrokosmos der Seele der Makrokosmos der Schöpfung, im Alten Testament das Neue Testament nach dem Prinzip von Verheißung und Erfüllung und in der Kirche das himmlische Jerusalem.
Die Collationes stehen philosophisch in der neuplatonisch-christlichen Tradition von Dionysius Areopagita und Augustinus und setzen sich kritisch mit Aristoteles auseinander. Unbeschadet der Kritik an dessen Gottes- und Schöpfungslehre, folgen die Collationes Aristoteles’ Ethik und Tugendlehre im Hinblick auf Maß und Mitte (VI,12).

## Kritische Textausgaben
- Reportatio A (kürzere Fassung):
  - Ferdinand Marie Delorme: S. Bonaventurae  Collationes in hexaëmeron et Bonaventuriana quaedam selecta. Quaracchi 1934 (= Bibliotheca Franciscana Scholastica Medii Aevi, 8).
- Reportatio B (längere Fassung):
  - Doctoris Seraphici S. Bonaventurae S. R. E. Episcopi Cardinalis Opera omnia, iussu et auctoritate Rmi. P. Bernardini a Portu Romatino (..) studio et cura P.P. Collegii a S. Bonaventura ad plurimos codices mss. emendata anecdotis aucta prolegomenis scholiis notisque illustrata, Bd. V: Opuscula varia theologica. Quaracchi 1891, Sp. 329–449.
  - Pietro Maranesi: Bonaventura of Bagnoregio: A transcription of the third collation of the Hexaëmeron from the St. Petersburg manuscript. In: Franciscan Studies. Band 53, 1993, S. 47–78.

## Übersetzungen
- Bonventura Sanctus: Das Sechstagewerk. Lateinisch und Deutsch. Übersetzt und eingeleitet von Wilhelm Nyssen, Kösel, München 1964; 2. Aufl. 1979, ISBN 3-466-20016-4. – Der lateinische Text B ist übernommen aus der Ausgabe Quaracchi 1891, mit Ergänzungen in Klammern aus A nach Delorme 1934
- Obras di San Buenaventura, Bd. III: Colaciones sobre el Hexaemeron o Iluminaciones de la Iglesia u. a. Hrsg., mit Einleitungen und Anmerkungen von Leon Amoros, Bernardo Aperribay und Miguel Oromi, 2. Ausg., La editorial catolica, Madrid 1957, S. 176–659 (lat. Text B nach der Ausgabe Quaracchi 1891 mit spanischer Übersetzung)
- Saint Bonaventure: Les six jours de la création. Übersetzung, Einleitung und Anmerkungen von Marc Ozilou, Vorwort von Olivier Boulnois, Desclée / Cerf, Paris 1991, ISBN 2-7189-0549-2.
- Opere di San Bonaventura: edizione latino-italiana, Bd. VI.1: Opere teologici. Übersetzung von Pietro Maranesi, Einleitung und Anmerkungen von Bernadino de Amellada, Città Nuova Editrice, Rom 1994, ISBN 88-311-9427-5.